# Jimmy Gabriel
James Gabriel (* 10. Oktober 1940 in Dundee; † 10. Juli 2021 in Phoenix (Arizona)) war ein schottischer Fußballspieler und Fußballtrainer.

## Spielerkarriere
Gabriel begann seine aktive Karriere beim Tyneside Boys Club und Dundee North End. 1957 kam er nach guten Leistungen zu Dundee United. Sein Debüt für die Profimannschaft der Schotten gab er am 13. August 1958 im schottischen Pokal gegen den FC Motherwell. 1960 verließ er Schottland in Richtung Liverpool. Gabriel heuerte für eine Ablösesumme von 27.000 £ beim FC Everton an. Mit den Engländern gewann er die hiesige Meisterschaft 1963 und den Pokal 1966. Im März 1967 musste er die Toffees verlassen. Der FC Southampton bezahlte für den Schotten eine Ablösesumme von 42.500 £.
Nach nur einem Jahr wechselte er zum AFC Bournemouth und anschließend zu Swindon Town. 1974 zog Gabriel in die USA, wo er fünf Jahre für die Seattle Sounders aktiv war. Ab 1977 an war er, bis zu seiner Ablöse 1979, sogar Spielertrainer der Westküstenfußballer. International wurde er zweimal für die schottische Fußballnationalmannschaft eingesetzt. Sechs Mal war er als Kapitän der U-23-Auswahl Schottlands aktiv.

## Trainerkarriere
Nach zwei Jahren als Spielertrainer in Seattle und einem Meisterschaftsfinale das verloren ging, wechselte er zu den San José Earthquakes. Nach nur zwei Jahren beendete er seine Trainerkarriere in den USA. 1986 kehrte er nach England zurück und trainierte den AFC Bournemouth. Von 1990 an war er im Trainerstab des FC Everton aktiv. In den Jahren 1990, 1993 und 1994 war Gabriel sogar als Interimstrainer Chefcoach der Toffees. Der Schotte blieb bis 1997 im Trainerstab der Mannen aus Liverpool. Im gleichen Jahr kehrte er in seine zweite Heimat USA zurück und war bis 2005 im Trainerstab seines Herzensklub Seattle Sounders tätig. Seit 2005 lebte Gabriel in Pension.

## Alter
Gabriel litt an der Alzheimer-Krankheit und starb am 10. Juli 2021 in Phoenix (Arizona) im Alter von 80 Jahren.

## Erfolge
- 1 × englischer Meister 1963
- 1 × englischer Pokalsieger 1966